# 389 (số)
389 (ba trăm tám mươi chín) là một số tự nhiên ngay sau 388 và ngay trước 390.